# Yaghoub Karimi
Yaghoub Karimi (Provincia di Kovsar, 31 agosto 1991) è un calciatore iraniano, centrocampista del Esteghlal.

## Carriera

### Club
Ha sempre giocato nella massima serie iraniana con varie squadre.

### Nazionale
Ha esordito in Nazionale nel 2012.